# Lapphund

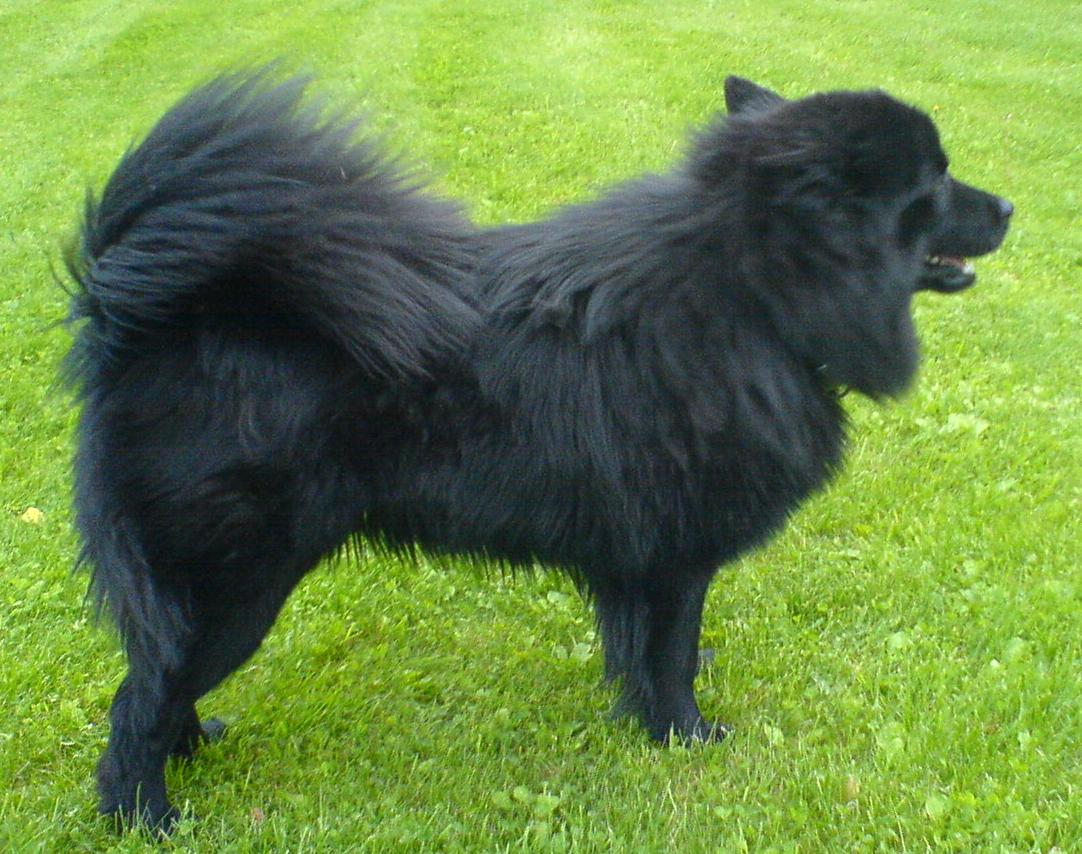
Svensk lapphund.

Lapphund (eller renvallare) är ett samlingsnamn för de vallande spetsar som har använts av samer sedan urminnes tider. Den antas ha kommit till Fennoskandien med samerna, troligen från området kring Ladoga eller öster därom. Vid den tidpunkten var samerna ett fångstfolk som levde av jakt och fiske. Hunden kan då alltså endast ha varit en jakt- och sällskapshund. När samerna övergick till renskötsel blev hundens huvudsyssla renvallning.
Arbetande lapphundar kallas renhundar. I Finland finns vallhundsprov för renvallare. 
Numera är lapphunden även populär som sällskapshund. Det är dock viktigt att notera att det är en hund som behöver mycket aktivering.
Det finns tre erkända raser av lapphundar: Svensk lapphund, finsk lapphund och lapsk vallhund. Ytterligare en renvallande hund är olenegonka sjpits som är nationellt erkänd av den ryska kennelklubben.